# Brandon (Wisconsin)
Brandon és una població dels Estats Units a l'estat de Wisconsin. Segons el cens del 2000 tenia 912 habitants.

## Demografia
Segons el cens del 2000, Brandon tenia 912 habitants, 342 habitatges, i 258 famílies. La densitat de població era de 451,4 habitants per km².
Dels 342 habitatges en un 40,4% hi vivien nens de menys de 18 anys, en un 66,4% hi vivien parelles casades, en un 7,3% dones solteres, i en un 24,3% no eren unitats familiars. En el 21,9% dels habitatges hi vivien persones soles l'11,1% de les quals corresponia a persones de 65 anys o més que vivien soles. El nombre mitjà de persones vivint en cada habitatge era de 2,67 i el nombre mitjà de persones que vivien en cada família era de 3,14.
Per edats la població es repartia de la següent manera: un 29,7% tenia menys de 18 anys, un 6,7% entre 18 i 24, un 32,2% entre 25 i 44, un 18,2% de 45 a 60 i un 13,2% 65 anys o més.
L'edat mediana era de 34 anys. Per cada 100 dones de 18 o més anys hi havia 87,4 homes.
La renda mediana per habitatge era de 43.542 $ i la renda mediana per família de 50.227 $. Els homes tenien una renda mediana de 35.595 $ mentre que les dones 22.176 $. La renda per capita de la població era de 17.437 $. Aproximadament el 4,3% de les famílies i el 5,3% de la població estaven per davall del llindar de pobresa.

## Poblacions properes
El següent diagrama mostra les poblacions més properes.